# 甘束まお
甘束 まお（あまつか まお、12月3日 - ）は、日本の女性声優、歌手。フリー。埼玉県出身。血液型はA型。

## 人物
仲が良い声優には、内田愛美、清水茉菜、小澤亜李らがいる。
2018年9月30日付でクロコデイルを退所し、10月1日よりフリーとなった。

## 出演

### テレビアニメ
2015年
- ご注文はうさぎですか??（庶民部員B）
- ベイビーステップ（客）

2017年
- Wake Up, Girls! 新章（藤崎日向子）

2019年
- ブレイクッ!（パシー）

### 劇場アニメ
- Wake Up, Girls! Beyond the Bottom（2015年、藤崎日向子[5]）

### ゲーム
2015年
- メビウス ファイナルファンタジー
- V.D. -バニッシュメント・デイ-（丸亀由里、伊勢崎かりん）
- 武装少女 - ARMED GIRLS -（シャルロッテ・ムジーク）
- ゆきこたんの珈琲迷宮2-再会の確率-（ミルクラウンゆきこたん）

2016年
- 輝星のリベリオン（スコル）
- 三国志ブレイブ（公孫姫）
- ファントムオブキル（アスカ）
- シノビナイトメア（ヒノエ）

2017年
- 誰ガ為のアルケミスト（デイジー）
- サウザンドメモリーズ（チコ）

2018年
- 輝星のリベリオン（ガングレト）
- Muse Dash（ブロウ）

2019年
- Panty Party

2020年
- プリズンプリンセス（アリア）
- 狐が僕を待っている（先輩）
- メガミヒストリア（リリス、ビビアン）
- 異世界酒場のセクステット（デイジー）

2022年
- デュエルプリンセス（アリア）

2023年
- 狐が僕を待っている花 The Fox Awaits Me HANA（先輩）

2024年
- プリズンプリンセス ハメられし姫たち(アリア)

### ナレーション
- 百十四銀行

### ラジオ
- 文化放送「竹達彩奈 ゆきこたんの Milk&Coffee Time」番組内ジングル

### Web番組
- 群雄の宴　LINE 三国志ブレイブ公式生放送#2[18]
- COSEN Presents おきつね広報室 [19]

### ドラマCD
- 彼のドSスイッチ（2014年、ファン[1]）

### オーディオブック
- シャドウ（2017年、水城亜紀）
- 愚行録（2017年）

### その他コンテンツ
- 雪印メグミルク 俺たちのゆきこたんプロジェクト（ミルクラウンゆきこたん[20]）
- 講談社「おともだち♡ピンク『ひみつのポムポムちゃん』」[21]

## ディスコグラフィ

### 配信楽曲
| 配信開始日   | タイトル           | 備考 |
| ------------ | ------------------ | ---- |
| 2019年1月4日 | パンティパーティー |      |

### タイアップ曲
| 楽曲               | タイアップ                        | 時期   |
| ------------------ | --------------------------------- | ------ |
| パンティパーティー | ゲーム『Panty Party』テーマソング | 2019年 |

### 歌手参加作品
| 発売日        | 商品名                                       | 歌                             | 楽曲                       | 備考                                         |
| ------------- | -------------------------------------------- | ------------------------------ | -------------------------- | -------------------------------------------- |
| 2021年6月28日 | FORWARD TO THE SKY                           | 桜木つぐみ、甘束まお           | 「FORWARD TO THE SKY」     | ゲーム『フォワード・トゥ・ザ・スカイ』主題歌 |
| 2024年5月10日 | 『トラペジウム』オリジナル・サウンドトラック | 甘束まお、星村麻衣、木下ひより | 「キャンディ・ストライプ」 | 劇場アニメ『トラペジウム』挿入歌             |

### キャラクターソング
| 発売日        | 商品名                        | 歌               | 楽曲               | 備考                                                    |
| ------------- | ----------------------------- | ---------------- | ------------------ | ------------------------------------------------------- |
| 2016年1月13日 | レザレクション/止まらない未来 | ネクストストーム | 「レザレクション」 | 劇場版アニメ『Wake Up, Girls! Beyond the Bottom』挿入歌 |

### 作詞
- 有限会社マルダイ『すのこタン。』「えころじっく ♡(はぁと)」
- Meteorglow 1st Single 『Asterism』[22]

### ユニットメンバー
1. ↑  大坪由佳、安済知佳、高野麻里佳、甘束まお